# Alien: Romulus
Alien: Romulus är amerikansk skräckfilm från 2024. Filmen är regisserad av Fede Álvarez, som även skrivit manus tillsammans med Rodo Sayagues. Det är den nionde filmen i filmserien Alien.
Filmen hade biopremiär i Sverige den 14 augusti 2024, utgiven av Walt Disney Pictures.

## Handling
Filmen handlar om en grupp ungdomar från en främmande planet som ställs öga mot öga mot Alien.

## Rollista (i urval)
Källa: 
- Cailee Spaeny – Rain
- Isabela Merced – Kay
- David Jonsson – Andy
- Archie Renaux – Tyler
- Spike Fearn – Bjorn
- Aileen Wu – Navarro